# Kurre Österberg
Kurt Eber (Kurre) Österberg, född 21 november 1929 i Billnäs, död 17 februari 2011 i Ekenäs, var en finländsk sparbankskonsulent och revyförfattare. 
Österberg var sedan 1960-talet en betydande kulturpersonlighet i Västnyland. Från att liksom sin far ha utbildat sig och verkat som murare övergick han snart till att arbeta som konsulent för de västnyländska sparbankerna. Genom detta kom han genom sin sociala personlighet in på revymakarbanan med ett västnyländskt och folkligt persongalleri, där Karisrevyn Statjonsbackan under början av 1970-talet var mycket populär. Hans mest kända alster var den revybaserade tv-serien Kryddhulta, som sändes i finlandssvensk tv 1975 i regi av Pontus Dammert. När SVT:s musikfrågetävling Notknäckarna 1985 gjordes som en svensk-finländsk samproduktion var Kurre Österberg en av programledarna.
Ett värdefullt arbete för det västnyländska kulturarvet gjorde Österberg som insamlare av bygdehistorier och -minnen bland äldre västnylänningar. Detta material, som han innan sin bortgång hann katalogisera, har skänkts till Ekenäs stadsbibliotek. Han blev även en känd röst i västnyländsk lokalradio (bland annat som medverkande i skämtprogrammet Backspegeln) och sammanställde bildverk över Karis och Pojo.